# Просто на Покрову
«Просто на Покрову» — щорічне всеукраїнське літературно-мистецьке свято, яке проходить у Коростені Житомирської області у другу або третю суботу жовтня. Щороку друком виходить однойменний літературно-мистецький альманах.
Мета свята  — пропаганда сучасної української літератури, залучення до написання творів молоді та обмін думками.
Свято проводиться під патронатом Національної спілки письменників України, письменника, заслуженого журналіста України Віктора Васильчука,  Коростенської райдержадміністрації, Коростенської райради і Коростенської міської ради, та складається із двох частин: літературного вернісажу учнівської творчості «Література свіжого повітря», який проходить напередодні, та у вигляді літературних змагань —  «Поетичний марафон» й «Урок прози», що проходять наступного дня в режимі реального часу, аби відібрати найкращі твори. Цього ж дня вручається Всеукраїнська літературно-мистецька премія імені Василя Юхимовича (фундатором є В. Васильчук) і Літературна відзнака імені Валерія Нечипоренка (вручається міським головою), відвідується садиба музей Василя Юхимовича в с. Сингаї, що на Коростенщині. Обов'язковою є особиста присутність авторів на заключній частині фестивалю і їх поява на сцені. 
Раніше за ініціативи Валерій Нечипоренко і Віктор Васильчук у Коростені проходив фестиваль сучасної української літератури «Просто так». Перший фестиваль відбувся просто неба. Слухачі сиділи на траві у коростенському міському парку, а учасники виходили на поміст і презентували свої твори. 
Затим Віктор Васильчук став ініціатором і організатором Всеукраїнського літературно-мистецького свята «Просто на Покрову», яке 9 жовтня 2021 року відзначило своє 15-річчя.

## Вимоги до претендентів

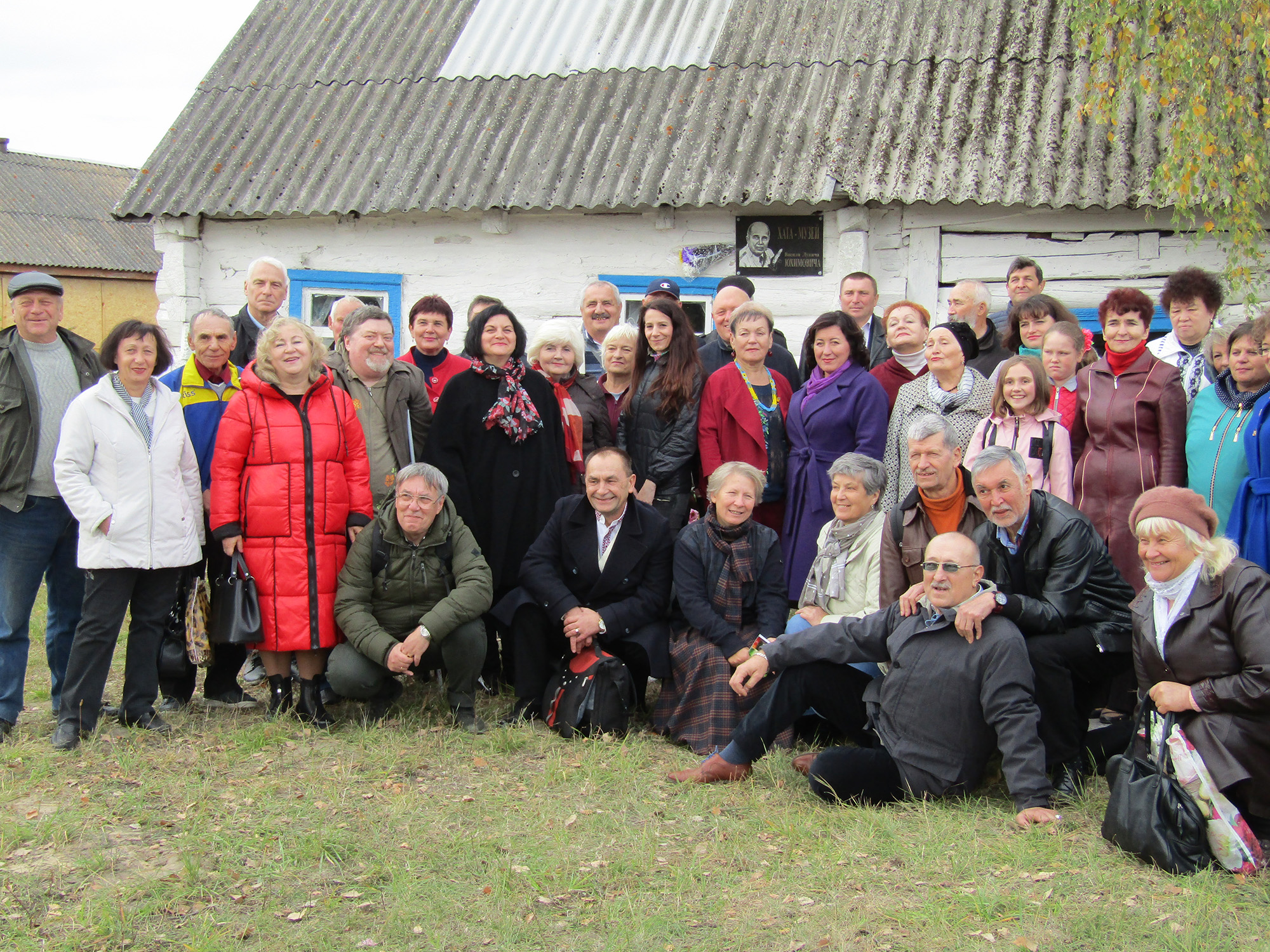
Групове фото учасників всеукраїнського літературного фестивалю «Просто на Покрову - 2019»

Склад претендентів не обмежується віком чи рівнем освіти. Є дві вимоги: вживання літературної мови, без ненормативної лексики, і їх новизна.. Один автор може представити на конкурс один твір або уривок з твору обсягом 3 сторінки формату А-4 — для прозових творів і 1-2 таких же сторінок — для поетичних.
Переможці фестивалю визначаються в «Поетичному марафоні» та «Уроці прози»: "Поезія ", "Проза ".